# John Braine
John Gerard Braine [brejn] (13. dubna 1922 – 28. října 1986) byl anglický spisovatel, představitel skupiny tzv. rozhněvaných mladých mužů.
Braine studoval gymnázium, které roku 1938 opustil. Živil se různými pracemi, nejprve pracoval v obchodě, později v továrně, pak jako laborant. Po 2. světové válce získal místo knihovníka.

## Dílo
- 1957 Místo nahoře – je to vyprávění (v 1. a 3. osobě) účetního Joea Lamptona, který se dostává mezi bohatou elitu jednoho severoanglického městečka. K cestě k bohatství použije tradiční metodu – sňatek s naivní boháčovou dcerou. Při cestě vzhůru se rozejde se svou přítelkyní Alicí, která spáchá sebevraždu. Joe cestou nahoru odhodí veškeré zábrany a stane se čistě kariéristou. Teprve v závěru románu jej mravně obrodí sebevražda Alice. Tento román ho zařadil mezi Rozhněvané mladé muže a stal se nejvýraznějším z jeho děl.

Po „Místu nahoře“ se v jeho románech zjemnila kritika, hrdinové se stali konzervativnějšími.
- 1959 Vodiové
- 1962 Život nahoře – pokračování předešlého díla
- 1964 Žárlivý Bůh
- 1968 Plačtivá hra
- 1972 Královna ze vzdálené země
- 1975 Zbožný agent
- 1976 Čekání na Sheilu
- 1977 Prst ohně
- 1981 Jediná a poslední láska
- 1985 Ty zlaté dny